# Thomas Dancer
Thomas Dancer (* 1750 - 1811) fue un médico y naturalista inglés.
Acompaña como médico de a bordo al capitán William Bligh (1754-1817), en la HMS Providence y Assistant explorando los mares del Sud y colectando especímenes botánicos.
Se tiene registro de una identificación y nombramiento de especie de la familia de las Moraceae:
- Artocarpus macrocarpon Dancer. Cat. Bot. Gard. Jamaica: 1, 1792

- La abreviatura «Dancer» se emplea para indicar a Thomas Dancer como autoridad en la descripción y clasificación científica de los vegetales.[1]